# Ren förmögenhetsskada
Ren förmögenhetsskada är ett juridisk skadeståndsrättsligt begrepp som betecknar skador som inte har samband med person eller sakskada. Jämför allmän förmögenhetsskada. Skadestånd regleras främst i skadeståndslagen (1972:207) (SkL). 